# Накама

Нака́ма (яп. 中間市, なかまし, МФА: [nakama ɕi̥]?) — місто в Японії, в префектурі Фукуока.     Отримало статус міста 1958 року. Площа становить 15,98 км². Станом на 1 липня 2012 року населення складало 43 364  осіб, густота населення — 2710 осіб/км².     

## Історія
Накама отримала статус міста 1 листопада 1958 року.